# Johannes Diermissen

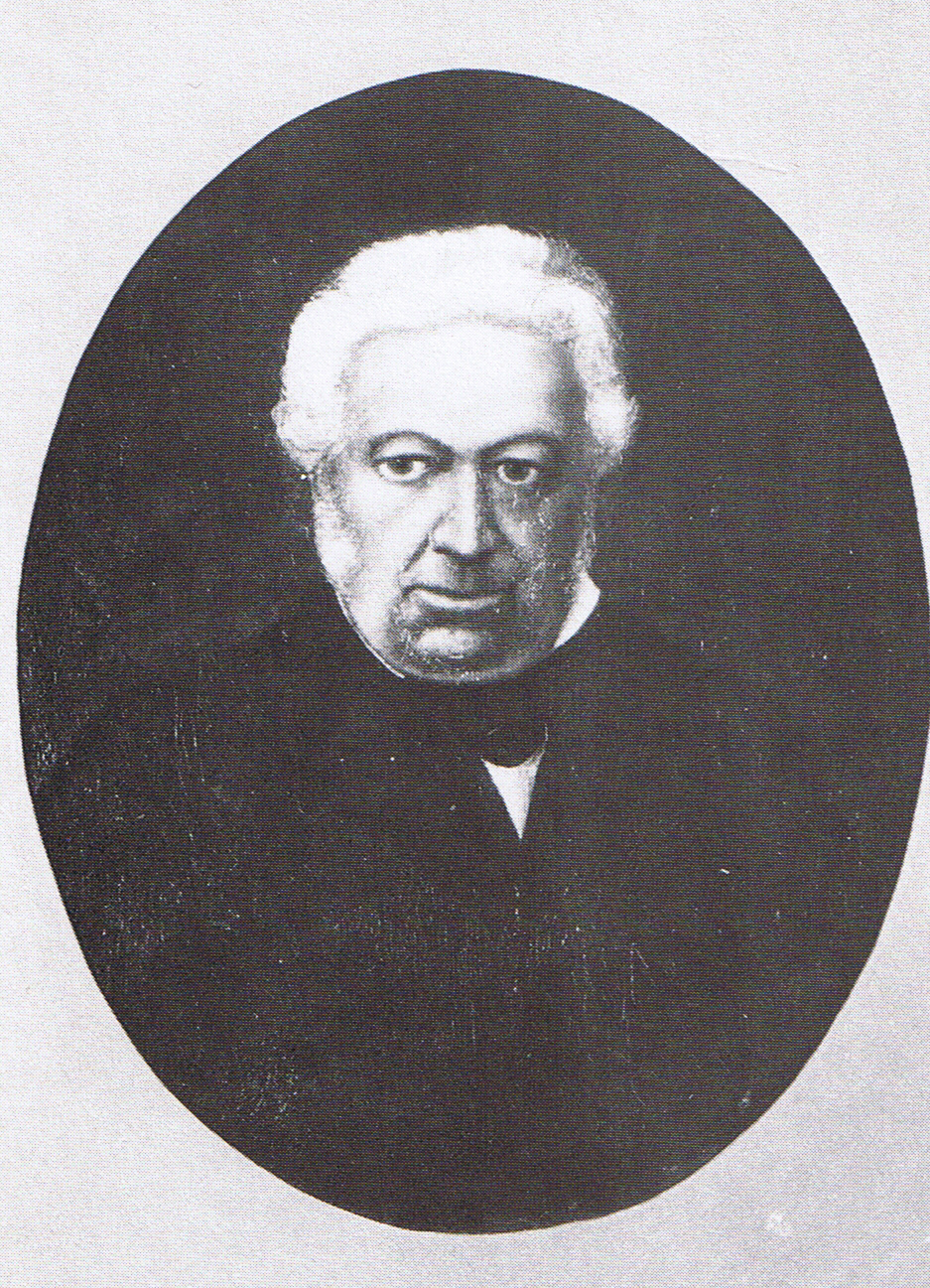
Johannes Diermissen

Johannes Joachim August Friedrich Diermissen (* 3. August 1823 in Lauenburg; † 1893 in Uetersen) war ein deutscher Autor und Volkskundler.

## Leben

### Kindheit und die Schriftstellerei
Er war Sohn von Elbzollverwalter Justizrat Christian Bernhard Diermissen und Charlotte Louise Diermissen, geb. Hornbostel. Diermissen besuchte zunächst die Volksschule in seiner Geburtsstadt, später das Gymnasium in Lüneburg und studiert danach in Kiel und Berlin Rechtswissenschaften. Als 1848 der schleswig-holsteinische Aufstand gegen Dänemark losbrach, meldete er sich beim Jägerbataillon in Ratzeburg, wo er zunächst vom Unteroffizier zum Leutnant befördert wurde. 1852 trat er in den Zolldienst ein und wurde als Zollassistent nach Dwerkaten versetzt. Dort kreuzten sich zwei damals bedeutende Handelsstraßen. Viele der Fuhrleute, Postkutscher und Handelsreisende übernachteten in den örtlichen Gasthöfen und Wirtschaften. Dort hörte Diermissen ihre Erzählungen und Geschichten und fand Gefallen an ihnen. In den folgenden vier Jahren sammelte er eine Vielzahl an plattdeutschen Geschichten, die er später in mehreren Büchern und Dutzenden Aufsätzen niederschrieb. Seine bekanntesten Bücher Ut de Muskist und de lütte Strohoot wurden damals in Doppelauflage verlegt. Außerdem schrieb er Hunderte von Geschichten, Verse und Reime die in den Itzehoer Nachrichten und im Hamburgischen Correspondenten erschienen. Selbst auf Java erschienen Geschichten von ihm. Woher diese Beziehung zu Java stammte, ist nicht bekannt.

### Das Leben in Uetersen
1857 wurde er als Zolleinnehmer nach Uetersen versetzt, wo der größte Teil seiner volkstümlichen Geschichten entstand. Am 31. Mai 1864 heiratete er mit 41 Jahren die 40-jährige Lucia Lienau, Schwester des Moorreger Schlossherren Michael Lienau. Diese Ehe blieb kinderlos, und seine Frau starb 11 Jahre später. Zwei Jahre später heiratete er Charlotte Wilhelmine Amalie Henriette von Rantzau, Tochter des württembergischen Edelmannes Johann Friedrich Hannibal von Rantzau. Auch diese Ehe blieb kinderlos.
Als Zollverwalter in Uetersen hatte er alle Hände voll zu tun, nachdem die dänische Regierung die einstige Zollfreiheit der Amtsvogtei Uetersen aufgehoben hatte. So musste er nach geltendem Recht Zoll auf alle Ein- und Ausfuhren auf der Pinnau erheben. Die Folge war, dass ein Teil der eingeführten Waren geschmuggelt wurde. Man schmuggelte unter anderen Pfeffer, Kaffee, Wein und Zucker. Doch am meisten wurde mit englischem Stoff gehökert. Halb Uetersen trug Manchesterhosen und in jedem Haushalt stand ein Kaffeebrenner, mit dem die grünen Kaffeebohnen geröstet werden konnten. Die Schmuggler hatten sich eine sehr einfache Methode ausgedacht, wie sie von den Schiffsladungen etwas abzweigen konnten. Noch bevor man den Uetersener Hafen erreichte, wurde an geheimen Plätzen bei der Pinnaumündung die Ware versteckt und von Mittelsmännern abgeholt. Als Diermissen Wind davon bekam, begann ein regelrechtes Katz-und-Maus-Spiel. Die Schmuggler mussten oftmals stundenlang, bis zum Bauch im Schlick stehend, warten, bis der Zollverwalter die Gegend verließ. Letztendlich gewann jedoch Johannes Diermissen die Oberhand und die Schmuggelei wurde unterbunden.

### Die Junggesellenjahre
Die große Zeit als volkstümlicher Erzähler war zweifelsohne seine Junggesellenzeit. In dieser Zeit entstand seine Wandersage De veermal dode Paap vun Lüttensee die noch Jahrzehnte nach seinem Tode in ganz Deutschland erzählt und später sogar vertont wurde. Aber auch die Volksstücke wie  die Raubritter von Lütjensee oder Der wilde Jäger im Grönwald entstanden in dieser Zeit. Auch diese wurden noch jahrelang an vielen Kleinstadtbühnen gespielt.

### Der einsame Tod

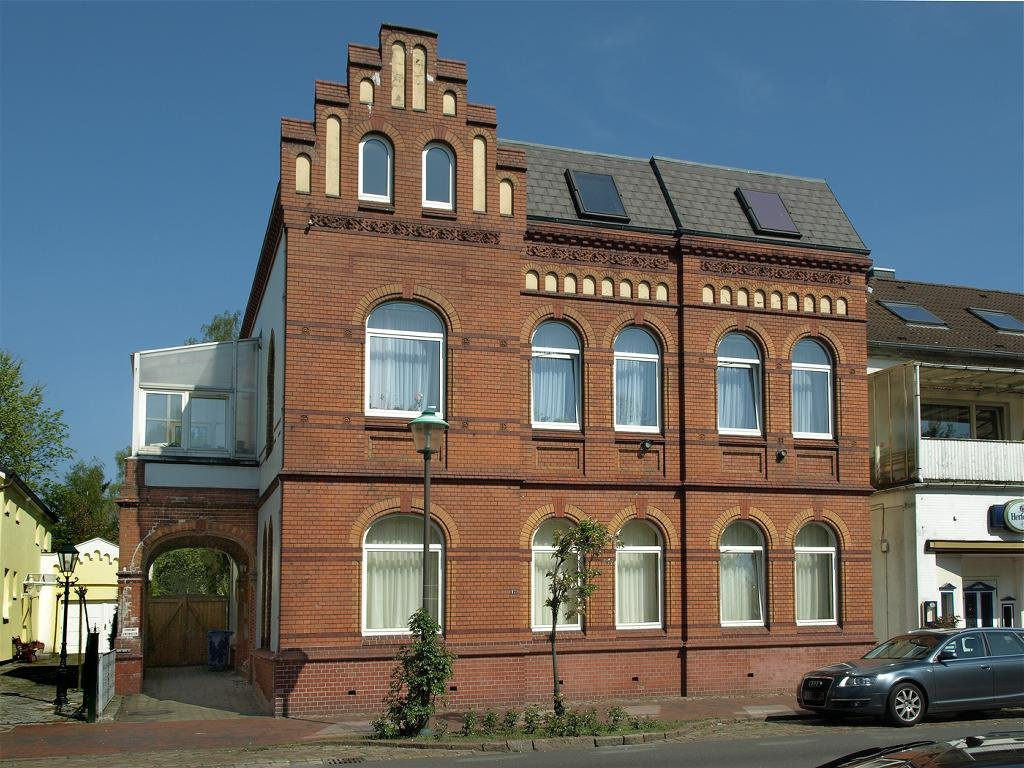
Das Diermissen-Haus in Uetersen

Im Jahr 1893 starb Johannes Diermissen im Alter von 70 Jahren in Uetersen. Nur wenige begleiteten ihn auf seinem letzten Weg. Seine alten Freunde, mit denen er oft auf Schloss Düneck verkehrt hatte, wie der Schlossherr Michael Lienau, der Uetersener Bürgermeister Heinrich Meßtorff und der Geologe Ludwig Meyn, den er Dr. Weißheit nannte, waren fast alle schon tot.
Die Stadt Uetersen, in der er 36 Jahre gelebt hatte, nahm von seiner heimatkundlichen Arbeit keine Notiz. Nur seine Geburtsstadt Lauenburg erinnerte sich noch an ihn, und man begann, seine Bücher, Erzählungen und Schriften zu sammeln. Im Heimatmuseum der Stadt wird die Erinnerung an ihn aufrechterhalten. Das Stadtgeschichtliche Heimatmuseum Uetersen hat ihm später eine Gedenktafel an seinem Wohnhaus gewidmet. Dieses ist danach als Diermissen-Haus bekannt geworden.

## Werke (Auswahl)

### Bücher
- De lüttje Strohoot (1847) Kiel, Chr. Bünsow, 148 S. Gedichte, teilweise Deutsch, teilweise Niederdeutsch.
- Ut de Mußkist (1862) Kiel: Homann, 80 S. Plattdeutsche Reime, Sprüche und Geschichten aus Nordalbingien. Aus dem Volksmunde gesammelt.
- Papageienschießen zu Pfingsten (1884), 110 S. Hamburg

### Erzählungen
- De veermal dode Paap vun Lüttensee
- die Raubritter von Lütjensee
- Der Wilde Jäger im Grönwald